# Bitwa o Mosul (2014)
Bitwa o Mosul – szturm sunnickich ekstremistów z ugrupowania Państwo Islamskie (ISIS) oraz bojowników z dawnej Partii Baas na dwumilionowe, drugie co do wielkości miasto Iraku, bronione przez armię rządową, rozpoczęty 5 czerwca 2014. Po kilku dniach walk miejskich, siły bezpieczeństwa poddały miasto.

## Przebieg walk
W dniu 5 czerwca 2014 ISIS dokonało ataku na Mosul, drugie co do wielkości miasto kraju. Szturm nastąpił od strony zachodniej i te sektory stolicy muhafazy Niniwa zostały bez większych problemów zajęte przez islamistów. W pierwszej fazie bitwy pociski moździerzowe spadły na dzielnicę Tink, na zachodzie Mosulu, zabijając 40 osób. W międzyczasie pięciu zamachowców przeprowadziło operację w południowym sektorze miasta, wysadzając się w wojskowym magazynie broni. W wyniku eksplozji zginęło 11 żołnierzy. Liczbę operujących w Mosulu dżihadystów oceniano na 1,5 tys. Podczas dwóch dni ciężkich walk śmierć poniosło 54 ekstremistów, 28 żołnierzy i policjantów oraz siedmiu cywilów.
W dniach 6–8 czerwca 2014, podczas ostrzeliwania dzielnic mieszkalnych, śmierć poniosło 30 cywilów. Punktem kulminacyjnym walk okazał się wieczór 9 czerwca 2014, kiedy to 2 Dywizja Piechoty i 3 Dywizja Zmotoryzowana irackiej armii uciekła z dwumilionowego Mosulu. Dzięki temu dżihadyści zdobyli budynek władz miasta i prowincji przy użyciu broni maszynowej i ręcznych granatników. Rebelianci atakowali również posterunki policyjne, uwalniając łącznie 2,4 tys. tamtejszych aresztowanych. Miasto zostało zdobyte przez ekstremistów w południe 10 czerwca 2014. Rebelianci kontrolowali również port lotniczy Mosul, przechwytując tamtejsze śmigłowce.
Bitwa ta uznawana jest za jedną z największych klęsk wojsk irackich w historii. Około 1000 bojowników ISIS  pokonało 30 000 żołnierzy irackich sił bezpieczeństwa.

## Konsekwencje
Po zajęciu Mosulu, z którego uciekło pół miliona cywilów, dżihadyści uprowadzili z tureckiego konsulatu 48 osób w tym konsula generalnego i członków tureckich sił specjalnych. Napastnicy uprowadzili też 29 tureckich kierowców ciężarówek, którzy dostarczali paliwo do elektrowni w Mosulu. Po dwóch dniach kierowcy zostali uwolnieni. W rękach islamistów znalazło się również 40 indyjskich pracowników budowlanych przebywających w Mosulu na tureckim kontrakcie. Ponadto rebelianci splądrowali magazyny z bronią, przejmując duże ilości dostarczonego przez Stany Zjednoczone sprzętu wojskowego. Terroryści rzekomo zrabowali również z siedziby oddziału banku centralnego 500 miliardów dinarów, czyli równowartość 429 mln dolarów. Podejrzewa się także, iż obrabowali oni kilkanaście innych banków w mieście. Oznaczało to by, iż ISIS stał się najbogatszą organizacją terrorystyczną w historii, gdyż budżet samej Al-Ka’idy wahał się od 70 do 400 mln dolarów.
W trakcie walk dżihadyści dokonywali egzekucji na pojmanych członkach irackich sił bezpieczeństwa oraz dopuszczali się gwałtów na kobietach. Osoby oswobodzone z więzień były wcielane w szeregi islamistycznych bojówek. Ekstremiści uchwalili na terenie Mosulu obowiązywanie prawa szariatu, jednak pod wpływem innych grup bojowych, dekret ten został uchylony 13 czerwca 2014. Wysoka Komisarz ONZ ds. Praw Człowieka Navanethem Pillay, podała, że dżihadyści rozstrzelali także 13 imamów za odmowę deklaracji lojalności wobec ISIS.
Athil an-Nudżajfi, gubernator prowincji Niniwa, po zakończeniu bitwy o Mosul oskarżył dowódców wojskowych, iż nakazali podległym oddziałom rezygnację z walki i ucieczkę z pola bitwy. Gubernator zażądał osądzenia ich w sądzie wojskowym. Samorządowiec stwierdził również, że Mosulu nie zajęło same ISIS ale również plemienne milicje, sympatyzujące z terrorystami.
Natomiast premier Nuri al-Maliki poprosił o zwołanie nadzwyczajnego posiedzenia parlamentu i ogłoszenie stanu wyjątkowego. Po uprowadzeniu Turków, na wniosek Ankary, 11 czerwca 2014 odbyło się nadzwyczajne spotkanie ambasadorów przy NATO. Turcja zagroziła podjęciem „niezbędnych działań” w przypadku skrzywdzenia zakładników. Pomoc dla Iraku zaaferowały Stany Zjednoczone. Z kolei Premier Nuri al-Maliki zapewnił, że Irakijczycy rozwiążą kryzys „na własną rękę i niezależnie od kogokolwiek”. Zapowiedział, że odbuduje iracką armię z pomocą ochotników, a także zagroził surowymi karami dezerterom oraz wyższym rangą wojskowym i urzędnikom, którzy opuszczą swoje stanowiska. W międzyczasie zebrała się również Rada Bezpieczeństwa ONZ, która potępiła działania dżihadystów. Sekretarz generalny ONZ Ban Ki-moon wezwał wspólnotę międzynarodową do zjednoczenia się na rzecz Iraku, „wyrażenia solidarności z Irakiem, który stoi w obliczu poważnego wyzwania w obszarze bezpieczeństwa”.
Kilka dni po zakończeniu bitwy o Mosul, radykalni islamiści ustąpili na rzecz basistowskiej Armii Naszkbandi, kierowanej przez byłego wiceprezydenta Izzata Ibrahima ad-Duriego. Byli oficerowie za administracji rządów Saddama Husajna przejęli funkcje administracyjne i policyjne w mieście, jak i później w Tikricie. Gubernatorem Mosulu obwołano byłego generała z partii Baas – Azhara al-Ubejdiego, z kolei zarządcą Tikritu, które padło 11 czerwca 2014.
29 czerwca 2014, Islamskie Państwo w Iraku i Lewancie ogłosiło powstanie kalifatu pod nazwą „Państwo Islamskie” (IS; „Islamic State”) na ziemiach przez siebie kontrolowanych. Duży wpływ na powstanie kalifatu miało zajęcie Mosulu, głównego miasta kontrolowanego przez dżihadystów w Iraku.
12 lipca 2014 Państwo Islamskie, rozpoczęło nabór do „Islamskiej Policji”. Opublikowali również zdjęcia, na których członkowie ugrupowania dystrybuowali żywność dla mieszkańców miasta. 18 lipca 2014 dżihadyści dali chrześcijanom z Mosulu dwudniowe ultimatum na opuszczenie miasta. Rebelianci dali także trzy wyjścia chrześcijanom – przejście na islam, płacenie podatku religijnego albo ścięcie. Po upływie ultimatum ekstremiści zniszczyli m.in. liczący 1800 lat kościół w Mosulu. Pod koniec lipca 2014 islamiści zdewastowali także Grobowiec Jonasza oraz mauzolea i meczety. 20 lipca 2014 irackie lotnictwo dokonało nalotu na dzielnicę Wihda w Mosulu w wyniku czego śmierć poniosło dziewięć osób, a dwa dni później na Ba'adż, gdzie zginęło pięć cywilów.
W sierpniu 2014 roku Państwo Islamskie rozpoczęło szeroko zakrojoną operację w prowincji Niniwa na ziemiach zamieszkiwanych przez Kurdów, jezydów oraz chrześcijan. W czasie walk, sunniccy rebelianci zajęli największą w Iraku zaporę wodną na Tygrysie pod Mosulem. Postępy islamistów i czystki dokonywane na cywilach spowodowały interwencję lotniczą Stanów Zjednoczonych na północy Iraku, dzięki czemu kurdyjskie siły peszmergów dokonały ataku na dzielnice Mosulu zajmowane przez dżihadystów.